# Astri Knudsen Bech
Astri Knudsen, gift Bech, född 11 mars 1950 i Oslo, är en norsk före detta handbollsspelare.

## Klubblagsspel
Astri Knudsen Bech spelade som niometersspelare för Kjelsås IL från 1967 till 1980, då hon slutade spela.

## Landslagsspel
Astri Knudsen Bech landslagsdebuterade den 23 februari 1970 mot Ungern i en förlust med 8–11. Hon spelade sedan 103 landskamper från 1970 till 1977 och stod för 69 mål. Sista landskampen spelade hon den 5 december 1977 mot Nederländerna, den slutade i norsk förlust 10-12. Bech deltog i Norges lag i VM 1971, 1973 och 1975. Hon var kapten i landslaget från 1973. År 1999 fick hon Handbollstatyetten av norska handbollsförbundet.